# 俣野別邸庭園
俣野別邸庭園（またのべっていていえん）は、神奈川県横浜市戸塚区東俣野町所在の風致公園。横浜市認定歴史的建造物の「俣野別邸（旧住友家俣野別邸）」とその広大な庭園敷地を利用した都市公園である。

## 概要
俣野別邸（旧住友家俣野別邸）は、住友家第16代当主（襲名・住友吉左衛門）の住友友成が、昭和時代初期の1939年（昭和14年）に建設させた邸宅である。設計者は佐藤秀三で、モダニズム建築の影響によるハーフティンバー様式を取り入れた、和洋折衷建築である。
所有権が住友家から国に渡り、2004年（平成16年）7月に邸宅が国指定重要文化財に指定された。2008年（平成20年）から修復工事が進められていたが、2009年（平成21年）3月15日に不審火で焼失、2011年（平成23年）に重要文化財指定が解除された。
2016年（平成28年）に横浜市がオリジナルに近い形で再建し、2017年（平成29年）2月10日には横浜市都市整備局都市デザイン室により横浜市認定歴史的建造物に認定された。
そののち、2017年（平成29年）4月に邸宅と庭園の敷地58,996平方メートルが「俣野別邸庭園」としてオープンした。敷地は、国道1号（旧東海道）の通る台地の西側の縁（へり）から、境川の低地へ下る河岸段丘の斜面に及んでおり、台地上の邸宅は西に富士山や丹沢山地の山々を見渡す優れた眺望を持ち、眼下の斜面には広大な庭園が広がっている。庭園は、芝や草花が植えられた「内苑」と雑木林の「外苑」に別れる。敷地の南側は藤沢市との境に接する。
なお、2017年（平成29年）4月の庭園オープン後は、旧所有者を示す「住友家」を冠した名称や住友家旧所有との情報を加えた解説の類は、横浜市のサイト、現指定管理者である公益財団法人横浜市緑の協会のサイト・パンフレットなどでは全く使われていない。

## 開園情報
- 住所：〒245-0065 神奈川県横浜市戸塚区東俣野町80-1
- 電話：045-852-8038
- 別邸開館時間：9時30分-16時30分（7・8月は18：00まで）
- 庭園開園時間：9時30分-16時30分（7・8月は18：00まで）
- 休館日：毎月第3木曜日※休日の場合は翌日。年末年始（12月29日-1月3日）
- 入館料：400円